# Gauche verte-Parti travailliste
Le Gauche verte-Parti travailliste (« GroenLinks-PvdA » en néerlandais) est une alliance politique de centre gauche à gauche entre le Parti travailliste (PvdA) et la Gauche verte (GL), formée en 2023 aux Pays-Bas.

## Histoire
Aux élections législatives de 2017, et de 2021, PvdA et GL ont obtenu des résultats électoraux particulièrement décevants, tombant respectivement à 5,7 % et 5,0 % des voix. Il n'y avait ainsi plus de parti de gauche suffisamment important pour concurrencer le Parti populaire pour la liberté et la démocratie (VVD) du Premier ministre Mark Rutte. Alors que le paysage politique de gauche était particulièrement fragmenté, les discussions sur une éventuelle fusion ont commencé à monter.
Dans la première semaine après les élections de 2021, des membres des deux partis, dirigés par Frank van de Wolde, ont fondé le mouvement Rouge-Vert (en néerlandais : Rood-Groen) appelant à plus de coopération et à une éventuelle fusion.

### Formation du cabinet Rutte IV
Lors de la formation du cabinet Rutte IV, en août 2021, les membres du PvdA ont adopté plusieurs motions déposées par le mouvement Rouge-Vert, interdisant au parti d'entrer au gouvernement sans GL. Le Premier ministre Mark Rutte s'est ensuite fermement opposé à la formation d'une coalition avec le PvdA et le GL . À la suite de leur exclusion des négociations de formation du quatrième cabinet Rutte, le Parti travailliste et Gauche verte ont décidé d'intensifier leur coopération en tant que partis d'opposition.

### Élections provinciales, sénatoriales et législatives de 2023
Le PvdA et GL ont participé aux élections provinciales de 2023 séparément, sauf en Zélande ou une liste commune a été formée. À la suite de l'élection sénatoriale de 2023,  les deux partis ont formé un groupe commun au Sénat. 
À la suite de la démissions du quatrième cabinet Rutte, le 7 juillet 2023, les dirigeants du PvdA et de GL, Jesse Klaver et Attje Kuikenaux ont annoncé leur intention de se présenter aux élections législatives de 2023 sur une seule et même liste électorale, avec un candidat au poste de Premier ministre et un programme politique commun. Un vote interne a eu lieu du 10 au 17 juillet 2023 pour conclure cette alliance . Les membres des deux partis l'ont massivement approuvée, avec près de 92 % des membres de GL et plus de 87 % des membres de PvdA votant en sa faveur .
Dans la perspective des élections législatives néerlandaises anticipées du 22 novembre 2023, Frans Timmermans est désigné tête de liste de l'alliance Parti travailliste-Gauche verte (PvdA-GL). Avec 25 sièges, sa liste arrive deuxième, loin derrière le Parti pour la liberté (PVV) de Geert Wilders échouant à faire basculer les Pays-Bas à gauche.

## Fusion éventuelle
Les anciens dirigeants du Parti travailliste Job Cohen et Diederik Samsom, l'ancien ministre de la Santé Hedy d'Ancona, ainsi que les personnalités de GroenLinks Bram van Ojik, Andrée van Es et Bas de Gaay Fortman ont manifesté leur soutien à une fusion des deux partis en un seul. 